# Os Ramos (Monforte de Lemos)
Os Ramos es un caserío español actualmente despoblado, que forma parte de la parroquia de Valverde, del municipio de Monforte de Lemos, en la provincia de Lugo, Galicia.

## Localización
Se encuentra a una altitud de 336 metros sobre el nivel del mar, al norte del monte de Valverde, entre la línea ferroviaria León-La Coruña y las carreteras LU-546 y LU-109.